# Haematopinus suis
Haematopinus suis är en insektsart som först beskrevs av Carl von Linné 1758.  Haematopinus suis ingår i släktet Haematopinus och familjen hovdjurslöss. Inga underarter finns listade i Catalogue of Life.